# Massalongius gazolai
Massalongius gazolai (лат.) — вид вымерших лучепёрых рыб из отряда хирургообразных. Единственный известный науке вид рода Massalongius и семейства Massalongiidae. Известен исключительно из лагерштетта Monte Bolca неподалёку от Вероны (Италия). Существовал в эоцене (ипрский век). Как и современный хирургообразные, это были активно плавающие хищные рыбы.